# Mamai

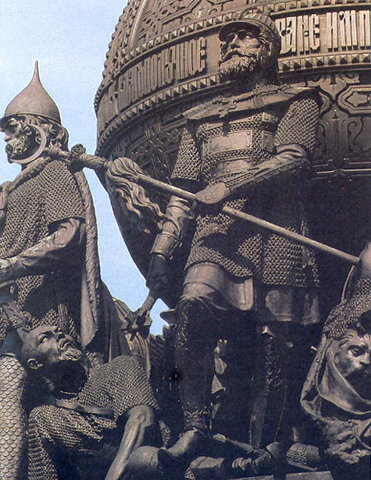
Donskoi e Mamai

Mamai ou Mamay foi um poderoso comandante militar da Horda Azul nas décadas de 1360 e 1370, o qual residia nas áreas mais ocidentais do estado nômade, as quais compreendem as atuais estepes do sul da Ucrânia e a península da Crimeia. O próprio rompeu com os cãs de Sarai, tentando estabelecer seu próprio estado.
Mamai, adquirindo a posição militar de tumenbaxi (em russo:  тёмник - "tyomnik" — comandante de 10 mil tropas, vagamente equivalente a um general moderno), era um descendente de Gêngis Cã e Jochi, porém devido ao fato de ser descendente de Nogai e não Batu Cã, era inelegível para o trono de Sarai. Entre 1378 a 1380 ele tentou forçar os russos a pagarem tributo a ele ao invés da Horda de Ouro.
Após ser vencido pelos russos sob o comando de Demétrio de Moscou na Batalha de Kulikovo (1380), Mamai foi assassinado em Cafa (Crimeia) pelos genoveses, que não esqueceram do fato de terem perdido uma unidade militar de arqueiros genoveses que os russos aniquilaram.